# Lydia Schulgina

Lydia Schulgina (1992)

Lydia Schulgina (russisch Лидия Михайловна Шульгина, Lidija Michailowna Schulgina; * 3. Juli 1957 in Moskau; † 27. Dezember 2000 in Pinneberg) war eine russische und deutsche Künstlerin, Bildhauerin und Buchillustratorin.

## Leben
Lydia Schulgina wurde in der Familie der Übersetzer und Philologen Michael Friedmann und Nina Schulgina geboren.
Sie besuchte eine Kunstschule; später studierte sie Buchillustration am Polygraphischen Institut Moskau, wo sie 1979 ihren Abschluss machte. Ihre Diplomarbeit an der Hochschule wurde prämiert und veröffentlicht. Von da an sind über 30 Bücher mit ihren Illustrationen erschienen – in Russland, Japan, Polen, der ehemaligen Tschechoslowakei und in Finnland.
1992 wurde in Moskau ein von ihr gestaltetes Buch mit dem Preis »Bestes Buch des Jahres« ausgezeichnet.
Von 1985 an widmete sie sich zunehmend der Malerei, ohne dabei das Illustrieren aufzugeben. Lydia Schulgina stellte ihre Werke in Russland, Deutschland, Finnland, Norwegen, Italien und anderen Ländern aus. Viermal erhielt sie Stipendien des russischen Künstlerverbandes.
1996 siedelte die Künstlerin nach Deutschland über und lebte von da an in Pinneberg. In Deutschland entwickelte sie die von ihr schon in Russland erfundene Technik weiter, die ihr eine Gestaltung von zum Teil lebensgroßen Plastiken aus Zeitungspapier ermöglichte. Sie arbeitete zunächst in einem Atelier in der Landdrostei Pinneberg, gründete aber zwei Jahre später die Kunstetage des Jugendzentrums in Rellingen.
Lydia Schulgina verstarb im Jahre 2000 in Pinneberg.

## Werk und Preise
Eine ihrer Skulpturen, die »Kreuztragung«, wurde 1999 auf einer internationalen Ausstellung im Bamberger Dom mit dem Preis des Landkreises Bamberg ausgezeichnet. Eine andere, »Der Engel«, wird im Altonaer Museum in Hamburg aufbewahrt. Werke der Künstlerin befinden sich außerdem in der Tretjakow-Galerie und im Staatlichen Zentrum für Gegenwartskunst in Moskau, im Russischen Museum in Petersburg sowie in anderen Museen und Sammlungen der Welt. Das »Galeriemuseum Lydia Schulgina« in Rellingen dokumentiert das Leben und Schaffen der Künstlerin.

## Mitgliedschaften
Lydia Schulgina war Mitglied des Russischen Künstlerverbandes, des Bundesverbandes Bildender Künstlerinnen und Künstler sowie der Internationalen Künstlervereinigung.

## Familie
Der Witwer der Künstlerin ist der Künstler Nikolai Estis (* 1937). Der gemeinsame Sohn ist der Schriftsteller Alexander Estis (* 1986). Die Schwester ist die Schriftstellerin Irina Schulgina.